# Milliomont
Milliomont est un hameau de la commune belge de Sainte-Ode située en Région wallonne dans la province de Luxembourg.
Avant la fusion des communes de 1977, Milliomont faisait partie de la commune de Tillet.

## Situation et description
Milliomont se trouve sur la route descendant du plateau ardennais traversé par la route nationale 4 vers la vallée du Laval. Il avoisine les hameaux de Hubermont et Renuamont.
Dans un environnement de prairies, ce petit hameau a essentiellement une vocation agricole (présence de fermes entourées de grands hangars).
Au sud du hameau, se dressent trois des six éoliennes du parc éolien de Sainte-Ode. Elles ont été implantées en 2003,.